# Mölnbackagranen
Mölnbackagranen var en gran som före dess död 2020–2021 bedömdes, med 49,6 meters höjd, vara det högsta levande trädet i Sverige. Det var högre än den så kallade "Lekvattnetgranen", som var 48 meter när den fälldes 2003, och Silvergranen som hittades vid Omberg 2016, som då var 49 meter.
Mölnbackagranen står i ett granbestånd utanför Mölnbacka i Värmland, som ägs av Bergvik Skog. Den bedömdes 2018 med 49,4 meters höjd vara Sveriges högsta gran. Den bedömdes då vara ungefär 120–130 år gammal. Granen växte i ett näringsrikt område med mycket hyperit i marken. I området finns därför också resliga exemplar av andra trädarter, till exempel en tall på 41 meter och en 33 meter hög al.
Trädet dog 2020–2021 till följd av angrepp av granbarkborren, som fick gynnsamma livsvillkor efter torrsommaren 2018.
Mölnbackagranen kommer, åtminstone tills vidare, att stå kvar och tjäna som insektshotell och matplats för hackspettar och andra insektsätare..